# كيني جاكسون
كيني جاكسون (16 أغسطس 1964 - ) (بالإنجليزية: Kenny Jackson)‏ هو لاعب كريكت جنوب أفريقي.